# NSB Ea 1
Der NSB Ea 1 501 ist ein leichter Akkumulator-Schienentraktor, der ab 1916 von Norges Statsbaner (deutsch Norwegische Staatsbahnen) in Norwegen eingesetzt wurde. Die Lokomotive wurde für kleinere Transportaufgaben und zum Rangieren auf Anschlussbahnen und in den Bahnhöfen eingesetzt.

## Geschichte
Die Lokomotive wurden 1916 von Strømmens Værksted gebaut und war das erste Akkumulatorfahrzeug in Norwegen. Bei der Neuverteilung der Baureihennummern der NSB 1936 erhielt die Lok keine neue Baureihenbezeichnung bzw.  Nummer.

## Einsatz und Verbleib
Mehrere erhaltene Fotos zeigen die Lokomotive mit gemischten Zügen 1916 und 1920 in Sarpsborg. Am 22. Februar 1944 wurde die Lok ausgemustert und verschrottet.